# Popis hrvatskih veleposlanika u Austriji
Republika Hrvatska i Republika Austrija održavaju diplomatske odnose od 15. siječnja 1992. Sjedište veleposlanstva je u Beču.

## Veleposlanici
Veleposlanstvo Republike Hrvatske u Republici Austriji osnovano je odlukom predsjednika Republike od 22. siječnja 1992.
| Veleposlanik       | Postavljenje        | Opoziv              | Sjedište |
| ------------------ | ------------------- | ------------------- | -------- |
| Ivan Brnelić       | 21. siječnja 1992.  | 15. ožujka 1994.    | Beč      |
| Milan Ramljak      | 15. ožujka 1993.    | 14. srpnja 1998.    | Beč      |
| Ivan Ilić          | 28. srpnja 1998.    | 31. listopada 2000. | Beč      |
| Dražen Vukov Colić | 9. studenoga 2000.  | 10. listopada 2004. | Beč      |
| Zoran Jašić        | 11. listopada 2004. | 31. prosinca 2010.  | Beč      |
| Gordan Bakota      | 14. veljače 2011.   | 30. lipnja 2015.    | Beč      |
| Vesna Cvjetković   | 15. kolovoza 2015.  |                     | Beč      |

## Vanjske poveznice
- Austrija na stranici MVEP-a